# 652
652 (DCLII) fue un año bisiesto comenzado en domingo del calendario juliano, en vigor en aquella fecha.

## Acontecimientos
- Rodoaldo sucede a Rotario como rey de los lombardos.

## Nacimientos
- Clotario III, rey de Neustria y de Borgoña.

## Fallecimientos
- Rotario, rey de los lombardos.